# Dual-scan екран
Dual-scan е вид LCD екран с пасивна матрица, който осигурява по-бързо възстановяване в сравнение с традиционните екрани и пасивна матрица. Това става чрез разделяне на екрана на две части, които се възстановяват едновременно. Тези екрани не притежават остротата и яркостта на екраните с активна матрица, но консумират по-малко енергия.